# Zdzisław Furmanek
Zdzisław Furmanek (ur. w kwietniu 1935, zm. w nocy z 7 na 8 stycznia 2010) – polski trener lekkiej atletyki.
W młodości sam uprawiał sport. Trenował m.in. lekkoatletykę (konkurencje rzutowe), kulturystykę i podnoszenie ciężarów. Ukończył Akademię Wychowania Fizycznego w Krakowie, gdzie również się doktoryzował. Początkowo pracował w Liceum Pedagogicznym w Szczekocinach, następnie w Liceum Ogólnokształcącym w Bliżynie, gdzie pełnił również funkcję dyrektora szkoły. Młodzież trenował także w Granacie Skarżysko-Kamienna.
W 1977 roku przeprowadził się do Kielc. Pracował w Wojewódzkiej Federacji Sportu i Liceum Ekonomicznym nr 2, w którym pełnił funkcję wicedyrektora. Był trenerem Budowlanych Kielce i Kieleckiego Klub Lekkoatletycznego. Wraz z żoną Stefanią prowadzili głównie zawodników, którzy specjalizowali się w rzutach. Ich podopiecznymi byli medaliści mistrzostw Polski oraz reprezentanci kraju, m.in. Dorota Waszczuk, Roman Fostriak (brązowy medalista MP w dziesięcioboju z 1979 roku), Jadwiga Kubicka. Będąc trenerem KKl-u odpowiadał za szkolenie miotaczy – jego wychowankiem był m.in. Kamil Zbroszczyk, uczestnik mistrzostw Europy Juniorów w Kownie (2005).
Łącznie podopieczni Zdzisława Furmanka sięgnęli po ponad 90 medali mistrzostw Polski we wszystkich kategoriach wiekowych. Został odznaczony Krzyżem Kawalerskim Orderu Odrodzenia Polski.
Zdzisław Furmanek zmarł w nocy z 7 na 8 stycznia 2010 roku. Pogrzeb odbył się w kieleckiej katedrze, a trener został pochowany na cmentarzu Starym.
Jego wnuczka Katarzyna Furmanek uprawia rzut młotem.